# Stirling Dickinson
Willam Stirling Dickinson (Chicago, 1909-San Miguel de Allende, 27 de octubre de 1998) fue un artista estadounidense que pasó gran parte de su vida en México, donde fue uno de los primeros miembros de lo que se convertiría en una colonia de artistas expatriados de Estados Unidos y Canadá.

## Biografía

### Primeros años
Era hijo de Francis Reynolds Dickinson (1880-1974) y Alice May Stirling (1884-1952). El abuelo de Dickinson, William Dickinson, nació en una granja de Nuevo Hampshire en 1837, se mudó a Chicago y, después de unirse a la firma Hugh McLennan & Co., se convirtió en un comerciante millonario. Su padre, un abogado de Chicago, se graduó en la Universidad de Harvard en 1903, donde fue editor del Crimson y miembro de Signet. Stirling estudió en la Berkshire School y luego en la Universidad de Princeton, donde se graduó en 1931. Asistió al Instituto de Arte de Chicago para realizar estudios de posgrado y, como estudiante de posgrado, asistió a las Écoles d'Art Américaines en el Palacio de Fontainebleau en Francia.
En 1934, él y Heath Bowman, a quien había conocido en Princeton, hicieron una gira de seis meses por México en un Ford A convertible de 1929. Bowman describió sus experiencias en el libro Mexican Odyssey, que Dickinson ilustró. El libro se vendió bien. Escribieron un segundo libro sobre América del Sur Westward from Rio registra su viaje extremadamente difícil desde el oeste de Río de Janeiro hasta la costa del Océano Pacífico. Luego, los dos hombres decidieron escribir una novela basada en México, eligiendo vivir en San Miguel mientras escribían Death is Incidental, y primero construyeron una casa a la que llamaron "Los Pocitos" en parte de las ruinas de una antigua curtiduría. La propiedad costó sólo $90. Después de la publicación del libro, Bowman se casó y se mudó, y Dickinson compró su parte de la casa. Allí permaneció, soltero, viviendo con mucha sencillez a pesar de haber heredado una riqueza considerable.

### Carrera
En 1938 Dickinson fue nombrado director de la Escuela Universitaria de Bellas Artes de San Miguel de Allende, Guanajuato. Se dedicó activamente a promocionar la nueva escuela en Estados Unidos. La escuela estaba dirigida principalmente a estudiantes extranjeros y mexicanos adinerados, pero también ofrecía talleres de bajo costo para estudiantes locales, enseñando técnicas tradicionales de tejido y alfarería y ayudando así a preservar sus tradiciones culturales.
Durante la Segunda Guerra Mundial, Dickinson sirvió en la Inteligencia Naval y en la Oficina de Servicios Estratégicos en Washington e Italia entre 1942 y 1945. Cuando terminó la Segunda Guerra Mundial en 1945, el G.I. Bill financió la educación gratuita para los veteranos. Muchos aprovecharon la oportunidad para estudiar arte en San Miguel, donde el costo de vida era muy bajo. La escuela contrató como conferenciante al muralista David Alfaro Siqueiros, un destacado comunista el cual tuvo una disputa con el dueño de la escuela, Alfredo Campanella, por la financiación. La mayoría de los estudiantes apoyaron a Siqueiros y al final la mayoría se retiró. La escuela se vio obligada a cerrar en 1949. Dickinson inauguró su propia escuela, pero sin la acreditación de la embajada de Estados Unidos, por lo que tuvo dificultades para atraer estudiantes.
El 12 de agosto de 1950, Dickinson fue deportado junto con otros cinco profesores estadounidenses y la pareja canadiense Leonard y Reva Brooks. La razón oficial fue que no tenían visas de trabajo adecuadas. Se dijo que Campanella había sobornado a funcionarios para que deportaran a los profesores en venganza por el cierre de su escuela. Un artículo en el New York Times decía que la razón era que se habían opuesto a la participación de Estados Unidos en la Guerra de Corea. Leonard Brooks finalmente logró que se levantara la orden de deportación gracias a su contacto con el general Ignacio M. Beteta, cuyo hermano Ramón Beteta Quintana era un político influyente a nivel nacional. Al regreso de Dickinson a San Miguel, se convirtió en director de arte del recién inaugurado Instituto Allende.
El 29 de agosto de 1957, el New York Herald Tribune publicó un artículo titulado More than 100 Expatriate Reds in Mexico Viewed as Peril to US (Más de 100 rojos expatriados en México vistos como un peligro para Estados Unidos). Decía: "Dos de las comunidades más pintorescas de México, Cuernavaca y San Miguel de Allende, se han convertido en la sede de algunos de los comunistas más ricos y activos de Estados Unidos. Los verdaderos líderes del grupo, dicen fuentes de la embajada, son [Albert] Maltz, [Maurice] Halperin, y un llamado 'hombre misterioso' llamado William Sterling Dickinson". La revista Time publicó una versión de la historia titulada "Red Haven" en la que decía que Dickinson "mantiene puertas abiertas para comunistas y compañeros de viaje". Una firma de abogados de Chicago de la cual el padre de Dickinson era socio amenazó con demandar y obtuvo disculpas públicas de ambas revistas.
Dickinson continuó trabajando en el Instituto Allende hasta jubilarse en 1983. En su vejez, luego de retirarse del Instituto Allende, se involucró en un programa de biblioteca rural, continuando ayudando hasta su muerte en un accidente automovilístico el 27 de octubre de 1998, cuando su camioneta se salió de la carretera y cayó por un acantilado de 15 metros de altura.

## Legado
Fue caritativo y brindó considerable ayuda anónima a la comunidad de San Miguel durante toda su vida allí. En el 400 aniversario de la fundación de San Miguel fue adoptado formalmente como hijo nativo del pueblo. Fundó un equipo de béisbol en San Miguel y ayudó económicamente a los jugadores. A cambio, le ayudaron con su otra pasión, la colección de orquídeas. Encyclia dickinsoniana y Cypripedium dickinsonianum llevan su nombre. Contribuyó con un artículo para el boletín de la Sociedad Estadounidense de la Orquídea.
Dickinson fue uno de los principales impulsores del establecimiento de las condiciones bajo las cuales San Miguel revivió económicamente y se convirtió en un imán para pintores y escultores, así como para jubilados de los Estados Unidos. Un campus de la Academia Internacional San Miguel de Allende lleva su nombre. Durante el período comprendido entre los años cincuenta y setenta, el Instituto Allende atrajo a cientos de estudiantes de Estados Unidos. Los escritores de la generación beat, incluidos Jack Kerouac y Neal Cassady, pasaron un tiempo en la ciudad.

## Publicaciones

### Libros
- Bowman, Heath; Dickinson, Stirling (1935). Mexican odyssey. Willett, Clark & company.
- Bowman, Heath; Dickinson, Stirling (1936). Westward from Rio. Willett, Clark & company.
- Bowman, Heath; Dickinson, Stirling (1937). Death is incidental: a story of revolution. Willett, Clark & company.
- Scott, Tom; Dickinson, Stirling (1969). San Miguel de Allende. Brandenburgh Press.